# Borgo Crimea
Borgo Crimea, o semplicemente Crimea, è un sotto-quartiere di Torino a sud-est della città, di fatto la parte meridionale del più ampio quartiere Borgo Po. Come quest'ultimo infatti, si estende lungo la destra idrografica del fiume Po, più una sottile porzione pre-collinare, nel tratto torinese che va dal Monte dei Cappuccini (a nord) fino a Via Marsala (a sud), dove confina con Cavoretto.
Il borgo nacque come zona residenziale alla fine del XIX secolo intorno all'omonima piazza, quest'ultima provvista di un monumento-obelisco eretto nel 1892 da Luigi Belli, in ricordo della spedizione militare italiana in Crimea del 1855-1856.

## Storia
Questa zona di Torino fu di proprietà di conte Rubatti, almeno fino al 1799, già Signore di Valsalice (una zona precollinare del vicino quartiere Cavoretto), da cui l'antico nome di borgo Rubatto. L'abitato verso il fiume Po era prevalentemente abitato da lavandai. Dallo slargo di fronte a Corso Moncalieri, 63 poi, esisteva la barriera daziaria detta di Piacenza, mentre le merci provenienti in ingresso da Cavoretto (Borgo del Pilonetto, ovvero l'attuale piazza Zara) verso Torino, venivano controllate dalla caserma Rubatto (in C.so Moncalieri, 43), poi passata agli Alpini col nome di caserma Monte Nero.
Per commemorare la gloriosa spedizione militare italiana in Crimea (1855-1856), capeggiata dal generale Alfonso La Marmora, Re Vittorio Emanuele II di Savoia fece erigere qui l'attuale monumento-obelisco. Il borgo, da umile sede di lavandai, cominciò a popolarsi dell'alta borghesia torinese. Il proseguimento, infatti, dell'attuale corso Vittorio Emanuele II, già tracciato nel 1814 col nome di Corso del Re, proseguiva a est del fiume Po con un ponte in ferro dedicato a Maria Teresa, fatto erigere da Carlo Alberto nel 1840. Verso la fine del XIX secolo il borgo fu arricchito di molti edifici in stile liberty torinese, ancora oggi apprezzabili.

Fu poi l'Expo 1911 a dare un ulteriore slancio estetico della zona. Per l'occasione, il vecchio ponte in ferro fu sostituito dall'attuale Ponte Umberto I, progettato da Micheli-Ristori nel 1907. Poi, con le successive vittorie sul fronte dell'Italia orientale dopo la prima guerra mondiale, il tratto di corso Vittorio Emanuele II oltre il Po fu intitolato alla città istriana di Fiume, che fu italiana dal 1924 al 1945.

## Monumenti e luoghi d'interesse
- Villa Scott, in Corso Lanza, 57, chiamata così per il ricco committente Alfonso Scott che, nel 1902 chiamò l'architetto liberty Pietro Fenoglio a progettarla. Divenuta poi sede di un collegio femminile, ma passò alla recente storia come la villa del bambino urlante, poiché utilizzata nel 1975 per alcune riprese del film horror Profondo Rosso, di Dario Argento.

- Casa dell'Obelisco, situata in Piazza Crimea angolo Via Bicocca e progettata dagli architetti Ezio Luzi e Sergio Jaretti negli anni 1957-1958, con successive discussioni sull'inserimento della stessa all'interno del disegno complessivo del quartiere
- Le quattro statue del Calandra che ornano il ponte Umberto I